# Folk rock
Folk rock neboli folkrock je hudební směr, který vznikl počátkem 60. let elektrifikací amerického folku – začal tedy využívat elektrické kytary, klávesy (později) a další nástroje využívající zesilovače a zvuková zkreslení, také se zde začaly objevovat hudební skupiny, které se nebály použít i bicí. Tento styl své znění sice zásadně pozměnil, ale jen co se týče zvukového vyjádření, hudebně zůstal stejným, folkovým, hudebním stylem s názvuky lidové hudby a rockovým rytmem nebo zaujetím. Ovlivnil spoustu hudebních prvků a stal se jedním z nejvýznamnějších autorských zdrojů americké populární hudby.

## Známí představitelé
The Byrds je kapela, která je průkopníkem tohoto hudebního stylu. Bob Dylan a Neil Young jsou dalšími interprety, kteří si folkrock osvojili, pomohli ho popularizovat a dali mu další podobu. Někteří další známí představitelé folkrocku v zahraničí: Van Morrison, Bruce Springsteen, Simon & Garfunkel, Gerald Clark, Leonard Cohen, Suzanne Vega, Cat Stevens, Mumford and Sons, Atalyja.

### Čeští představitelé
Mezi představitele folkrocku v Česku patří Nerez, Čechomor, Fleret, Hromosvod, Vlasta Redl nebo AG Flek.

## Představitelé
- The Band
- Bruce Springsteen
- Buffalo Springfield
- The Byrds
- Capercaillie
- Cat Stevens
- Chuck Ragan
- Crosby, Stills & Nash
- Crosby, Stills, Nash & Young
- Sandy Denny
- Bob Dylan
- Richie Havens
- Fairport Convention
- Five hand reel
- Jerry Garcia
- Jethro Tull
- The Grateful Dead
- The Mamas and The Papas
- Runrig
- Buffy Sainte-Marie
- Neil Young